# Dove e quando
Dove e quando è un singolo del gruppo musicale italiano Benji & Fede, pubblicato il 31 maggio 2019 come primo estratto dal quarto album in studio Good Vibes.

## Descrizione
Prodotto dal duo Merk & Kremont, con i quali Benji & Fede avevano collaborato per il singolo del 2016 Tutto per una ragione, Dove e quando è nato a seguito di una pausa di tre mesi autoimposta dal duo dopo il successo ottenuto nei precedenti quattro anni di carriera. Il testo è stato scritto in collaborazione con Jacopo Èt, mentre dal punto di vista musicale il brano trae ispirazione dalla musica latina, in particolar modo dalla bachata.
Il 26 maggio 2023 Benjamin Mascolo ha pubblicato una versione remix del singolo in chiave pop punk insieme ai Finley.

## Video musicale
Il video, diretto da Marc Lucas e Igor Grbesic e girato a Malta, è stato reso disponibile il 3 giugno 2019 attraverso il canale YouTube della Warner Music Italy.

## Tracce
Testi di Benjamin Mascolo, Federico Rossi, Jacopo Angelo Ettorre, Leonardo Grillotti, Eugenio Davide Maimone e Federico Mercuri, musiche di Giordano Cremona, Jacopo Angelo Ettorre e Federico Mercuri.
1. Dove e quando – 3:10

## Successo commerciale
Dove e quando ha ottenuto un buon successo in Italia, conquistando la vetta della Top Singoli. Al termine dell'anno è risultato essere il 38º brano più trasmesso dalle radio.

## Classifiche

### Classifiche settimanali
| Classifica (2019) | Posizione massima |
| ----------------- | ----------------- |
| Italia            | 1                 |
| Svizzera          | 8                 |

### Classifiche di fine anno
| Classifica (2019) | Posizione |
| ----------------- | --------- |
| Italia            | 6         |
| Svizzera          | 43        |
| Classifica (2020) | Posizione |
| Italia            | 68        |